# Енорі (Південна Кароліна)
Енорі (англ. Enoree) — переписна місцевість (CDP) в США, в окрузі Спартанберг штату Південна Кароліна. Населення — 687 осіб (2020).

## Географія
Енорі розташоване за координатами 34°39′38″ пн. ш. 81°57′45″ зх. д. / 34.66056° пн. ш. 81.96250° зх. д. (34.660485, -81.962520).  За даними Бюро перепису населення США в 2010 році переписна місцевість мала площу 4,10 км², з яких 4,01 км² — суходіл та 0,09 км² — водойми.

## Демографія
Згідно з переписом 2010 року, у переписній місцевості мешкало 665 осіб у 269 домогосподарствах у складі 176 родин. Густота населення становила 162 особи/км².  Було 313 помешкання (76/км²).
Расовий склад населення:
| - 78,9 % — білих - 13,8 % — чорних або афроамериканців - 1,2 % — азіатів - 0,2 % — корінних американців - 3,3 % — осіб інших рас |

До двох чи більше рас належало 2,6 %. Частка іспаномовних становила 5,6 % від усіх жителів.
За віковим діапазоном населення розподілялося таким чином: 22,1 % — особи молодші 18 років, 61,8 % — особи у віці 18—64 років, 16,1 % — особи у віці 65 років та старші. Медіана віку мешканця становила 40,6 року. На 100 осіб жіночої статі у переписній місцевості припадало 93,3 чоловіків;  на 100 жінок у віці від 18 років та старших — 94,0 чоловіків також старших 18 років.
Середній дохід на одне домашнє господарство  становив 46 745 доларів США (медіана — 45 938), а середній дохід на одну сім'ю — 54 013 долари (медіана — 47 031). Медіана доходів становила 43 594 долари для чоловіків та 31 786 доларів для жінок. За межею бідності перебувало 10,4 % осіб, у тому числі 6,5 % дітей у віці до 18 років та 14,6 % осіб у віці 65 років та старших.
Цивільне працевлаштоване населення становило 275 осіб. Основні галузі зайнятості: роздрібна торгівля — 24,4 %, виробництво — 21,5 %, освіта, охорона здоров'я та соціальна допомога — 17,5 %, будівництво — 17,5 %.